# 赤土畲族乡
赤土畲族乡是中华人民共和国江西省赣州市南康区下辖的一个民族乡。

## 行政区划
赤土畲族乡下辖以下村级行政区划单位：
赤土村、秆背村、河坝村、花园村、瓦岭村、富田村、虎岗村、青塘村、杏花村、小岭村、爱莲村、红桃村、三村、小水村、莲塘村、旗山村和十里村。